# Microdontinae
Sous-famille
Les Microdontinae sont une des trois sous-familles des Syrphidae (famille d'insectes diptères du sous-ordre des Brachycera). La sous-famille Microdontinae contient un peu plus de 400 espèces de Syrphes et, en Europe, seul le genre Microdon est présent. 

## Taxonomie
Désigné comme un sous-parent des Syrphidae par Willi Hennig et Frederic Christian Thompson, ce taxon est parfois considéré comme une famille à part entière sous le nom « Microdontidae ». Néanmoins, les analyses moléculaires renforcent sa position subordonnée aux Syrphidae.

## Description
L'ensemble des espèces est myrmécophiles, ce qui signifie qu'elles vivent en symbiose avec des fourmis. Au stade larvaire, elles sont nécrophages ou prédatrices principalement de couvain et toujours à l'intérieur même des nids de fourmis. Contrairement aux autres larves de Syrphidae, elles ne présentent pas de segmentation évidente. Au stade imago, certaines espèces ne présentent pas non plus le comportement typique des autres Syrphidae vis-à-vis des fleurs, mais restent à proximité des colonies hôtes larvaires. D'autres ne possèdent pas de mandibules et ne peuvent pas se nourrir à l’âge adulte. Enfin, certains genres tels que Masarygus, Paragodon, Schizoceratomyia et Surimyia, sont dépourvus de vena spuria, caractéristique typique des ailes de Syrphidae,,.

## Liste des genres
Selon Reemer et Ståhls (2013) :
- Afromicrodon Thompson, 2008 : 5 espèces à Madagascar et aux Comores
- Archimicrodon Hull, 1945 : 45 espèces afrotropicales, indomalaises, australasiennes et une espèce Est-paléarctique
- Aristosyrphus Curran, 1941 : 7 espèces néotropicales
- Bardistopus Mann, 1920 :  1 espèce aux Îles Salomon
- Carreramyia van Doesburg, 1966 : 2 espèces au Nord des Néotropiques
- Ceratophya Wiedemann, 1824 : 4 espèces néotropicales
- Ceratrichomyia Séguy, 1951 : 3 espèces à Madagascar et en Angola
- Ceriomicrodon Hull, 1937 : 1 espèce au Brésil
- Cervicorniphora Hull, 1945 : 1 espèce en Australie
- Chrysidimyia Hull, 1937 : 1 espèce en Amazonie
- Domodon Reemer, 2013 : 1 espèce Nord-néotropicale
- Furcantenna Cheng, 2008 : 1 espèce Est-paléarctique
- Heliodon Reemer, 2013 : 8 espèces indomalaises
- Hypselosyrphus Hull, 1937 : 11 espèces néotropicales
- Indascia Keiser, 1958 : 4 espèces indomalaises
- Kryptopyga Hull, 1944 : 2 espèces indonésiennes
- Laetodon Reemer, 2013 : 4 espèces néarctiques et 1 espèce néotropicale
- Masarygus Brèthes, 1909 : 2 espèces néotropicales
- Menidon Reemer, 2013 : 1 espèce néotropicale
- Mermerizon Reemer, 2013 : 3 espèces néotropicales
- Metadon Reemer, 2013 : 22 espèces indomalaises, 14 afrotropicales, 4 paléarctiques, 2 australasiennes
- Microdon Meigen, 1803 : 126 espèces (dont 17 au statut incertain)

- sous-genre Chymophila Macquart, 1834 : 25 espèces neotropicales, 7 indomalaises, 1 néarctique et 1 japonaise
- sous-genre Dimeraspis Newman, 1838 : 4 espèces néarctiques dont 1 introduite en Inde
- sous-genre Megodon Keiser, 1971 : 2 espèces à Madagascar
- sous-genre Microdon Meigen, 1803 : 13 espèces néarctiques, 14 néotropicales, 9 indomalaises et 26 paléarctiques
- sous-genre Myiacerapis Hull, 1949 : 1 espèce afrotropicale
- sous-genre Syrphipogon Hull, 1937 : 2 espèces néotropicales

- Mixogaster Macquart, 1842 : 21 espèces néotropicales dont 3 également néarctiques
- Oligeriops Hull, 1937 : 5 espèces australasiennes
- Omegasyrphus Giglio-Tos, 1891 : 5 espèces néotropicales et néarctiques
- Paragodon Thompson, 1969 : 1 espèce en Amérique centrale
- Paramicrodon de Meijere, 1913 : 6 espèces indomalaises et 2 néotropicales
- Paramixogaster Brunetti, 1923 : 5 espèces afrotropicales, 12 indomalaises et 9 australasiennes
- Parocyptamus Shiraki, 1930 : 2 espèces indomalaises
- Peradon Reemer, 2013 : 24 espèces néotropicales
- Piruwa Reemer, 2013 : 1 espèce au Pérou
- Pseudomicrodon Hull, 1937 : 15 espèces néotropicales
- Ptilobactrum Bezzi, 1915 : 1 espèce au Kenya
- Rhoga Walker, 1857 : 5 espèces néotropicales
- Rhopalosyrphus Giglio-Tos, 1891 : 9 espèces néotropicales dont 2 également néarctique
- Schizoceratomyia Carrera, Lopes & Lane, 1947 : 4 espèces néotropicales
- Serichlamys Curran, 1925 : 2 ou 3 espèces néarctiques et 2 espèces néotropicales
- Spheginobaccha de Meijere, 1908 10 espèces indomalaises et 6 afrotropicales
- Stipomorpha Hull, 1945 : 16 espèces afrotropicales
- Sulcodon Reemer, 2013 : 1 espèce de l'île de Java
- Surimyia Reemer, 2008 : 2 espèces du Surinam
- Thompsodon Reemer, 2013 : 1 espèce du Costa-Rica
- Ubristes Walker, 1852 : 1 espèce néotropicale